# Плещеев, Иван Васильевич
Ива́н Васи́льевич Плеще́ев — один из видных деятелей Смутного времени, действовавший против поляков.

## Биография
Как и большинство людей того времени, Плещеев принимал участие в различных интригах, легко переходил из лагеря одной партии в лагерь другой.

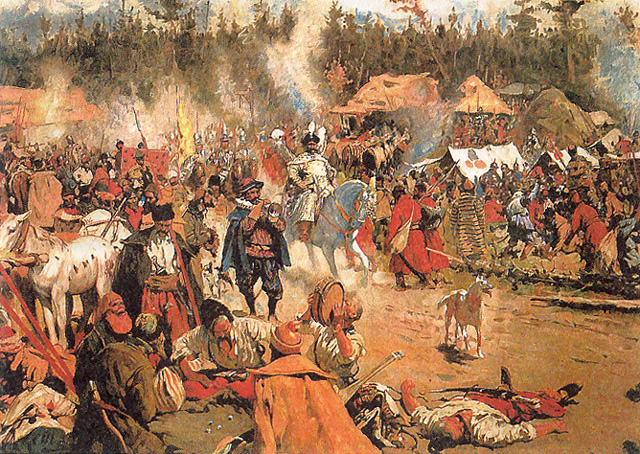
С. В. Иванов «В Смутное время»

В 1607 году он служил царю Василию Ивановичу Шуйскому.
Конец 1606 — начало 1607 гг. были особенно тяжелы для Шуйского: шайки злодеев заняли Тулу, мордва и возмутившиеся холопы именем Димитрия осадили и сильно теснили Нижний Новгород, вынуждая его к сдаче. В далекой Астрахани боярин князь Г. П. Шаховской склонил астраханского воеводу князя И. Д. Хворостинина перейти на его сторону. Астрахань стала с этого времени базой разлившегося по всей Волге восстания против Шуйского. Царь В. И. Шуйский послал в Астрахань боярина Ф. И. Шереметева, И. Салтыкова и И. В. Плещеева. Шереметев с товарищами, придя к Астрахани, не был впущен в город, а потому был вынужден укрепиться на Болдинском острове, образуемом протоками Волги.
Долго ли Плещеев оставался под Астраханью — неизвестно, неизвестно также всё ли время царствования В. И. Шуйского Плещеев был верен ему. В июле 1610 года произошло свержение Шуйского, а в ноябре 1610 года Плещеев находился, будучи воеводой коломенским, во главе столь сильного отряда, враждебного полякам, что одна весть о намерениях Плещеева напасть на поляков в Москве, побудила их принять решительные меры.
Из грамоты 1611 года, отправленной П. П. Ляпуновым, инициатором первого земского ополчения для освобождения Москвы, в город Владимир, с призывом примкнуть к ополчению, видно, что Коломна и Серпухов были назначены сборным пунктом созываемого ополчения, и Плещеев, как коломенский воевода, несомненно, играл тут видную роль.

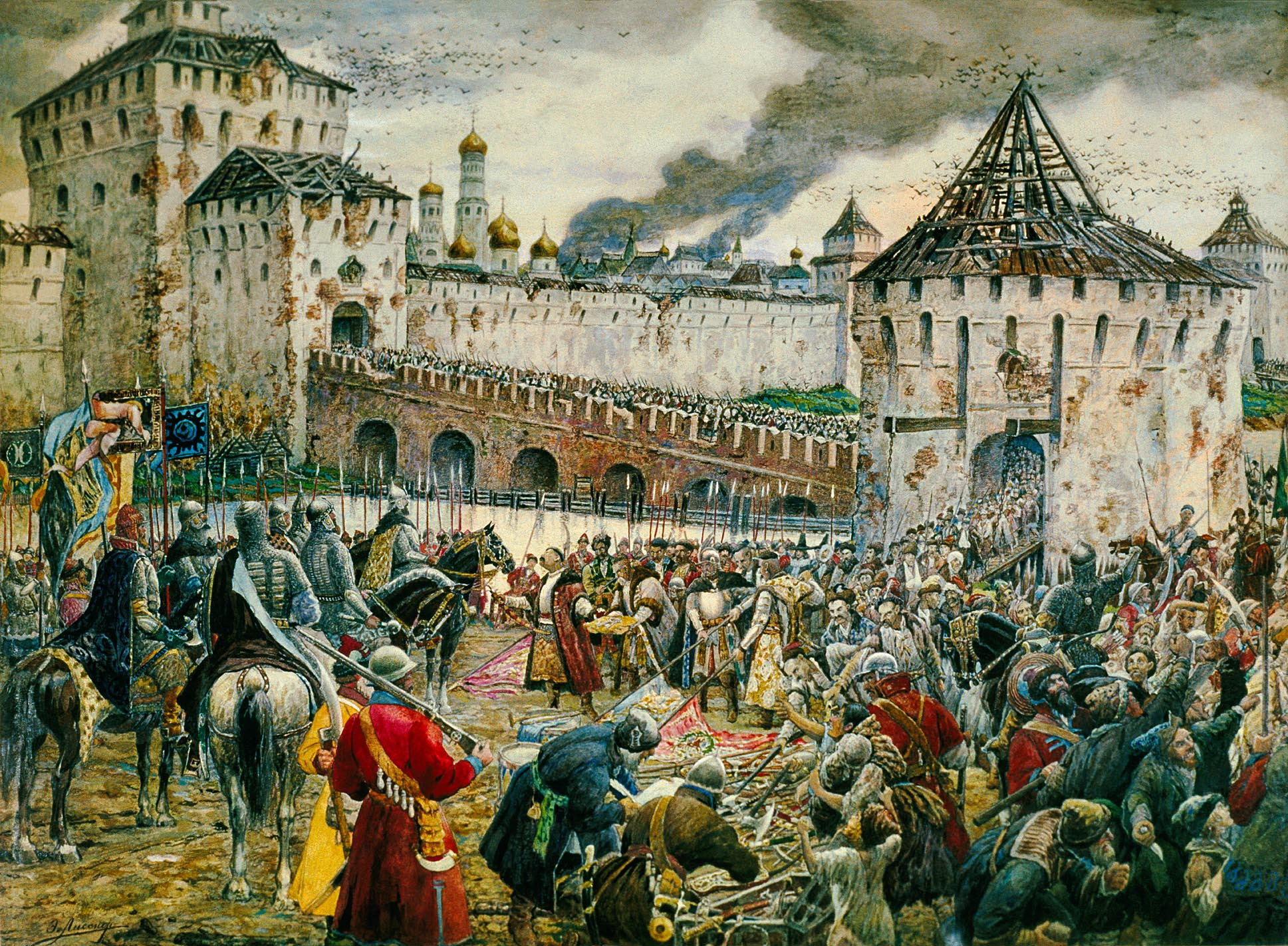
Э. Лисснер «Изгнание польских интервентов из Московского Кремля в 1612 году»

19 марта 1611 года из чувства самосохранения небольшие отряды поляков, загнанные и запертые в Кремле и Китай-городе, боясь сильного и внезапного восстания среди населения, решились на самое крайнее средство — поджог Москвы. Народ разбежался из объятого пламенем города, а к запертым в Кремле полякам, на помощь спешил сильный отряд под начальством полковника Миколая Струся. Чтобы преградить подкреплению поляков дорогу к пылающей Москве с передовым отрядом был выслан Плещеев, который подоспел вовремя, но был разбит и вынужден был отступить.
После расстройства первого ополчения и смерти Ляпунова, Плещеев как воевода Коломенский, находился под Москвой с другими вождями ляпуновского ополчения. 2 марта 1612 года присягнул самозванцу, появившемуся в Пскове. Однако, вскоре несогласие и явное сопротивление, оказываемое самозванцу многими в подмосковном лагере, а также и то, что в Твери Плещеева даже не пустили город, когда он явился к ним с целью склонить их на сторону самозванца, заставили его «обратиться на истинный путь».
11 апреля 1612 года отправился в Псков, громко заявляя, что объявившийся в Пскове и есть истинный вор. Самозванец 18 мая, видя, что он, вследствие заявления Плещеева, уже не находится в безопасности, теряя все больше и больше сторонников, бежал со своим приверженцем воеводой князем Хованским. Плещеев, желая поймать самозванца, вошёл в переговоры с Хованским, добился его выдачи и отвез в Москву, куда и прибыл 1 июля. А в сентябре этого же года, когда второе ополчение уже организовалось, упрочило своё положение и даже достигло крупных успехов (отражение войска Ходкевича), глава этого ополчения едва не поплатился жизнью, вследствие козней И. Шереметева, князя Г. Шаховского и И. Плещеева, подговаривавших атаманов и казаков убить Пожарского, как раньше убили они Ляпунова, и идти затем грабить наиболее богатые города.
В феврале 1613 года, при избрании Михаила Фёдоровича на царство, И. В. Плещеев подписался под «избирательной» грамотой.
27 декабря 1615 года, а также 8 января и 2 февраля 1616 года, при приёме английского посланника Джона Мерика, Плещеев был рындой с левой стороны государя, находясь в звании стольника.
18 апреля 1621 года после приёма на отпуске кизилбашского посла Булам-Бека, государь велел ему быть у государева стола, тогда И. В. Плещееву было велено «сидеть за поставцом посольским».
В мае 1625 года Плещеев назначен воеводой в Тюмень, где и пробыл до августа 1627 года пока не был заменён П. Т. Пушкиным.
22 марта 1629 года Плещеев включён в список дворян, которые должны были идти с новорожденным царевичем Алексеем Михайловичем в Чудов монастырь, где и было совершено крещение, а затем находиться за царским столом по случаю крестин.
11 марта 1630 года Плещеев назначен в Мценск, но уже в 1632 году на праздник Светлого Христова Воскресения «назначил видеть свои государские очи… в комнате».
23 июля 1633 года в ожидании крымского набега для охраны были назначены воеводы по Москве, и Плещееву было велено стать воеводой за Яузскими воротами.
В 1636 году он назначен «дневать и ночевать» на государевом дворе, когда государь ездил в Троице-Сергиеву лавру.
Точная дата смерти неизвестна, предположительно он умер в 1641 году.